# Lootpack
Lootpack — американская хип-хоп группа лейбла Stones Throw Records. Хотя они сформировались ещё в средней школе, Lootpack (Madlib, Wildchild и DJ Romes) дебютировали только в 1993 году на альбоме группы Tha Alkaholiks, 21 & Over.
Первый винил Lootpack, Ill Psych Move EP, был издан в 1996 на лейбле «Crate Digga’s Palace», основанном отцом Madlib’а, Отисом Джексоном-старшим (Otis Jackson Sr.). После выпуска 12" они привлекли внимание основателя Stones Throw, продюсера и DJ Peanut Butter Wolf.
В итоге все трое подписали контракты с лейблом, на котором и вышел альбом Soundpieces: Da Antidote в 1999 году. Продолжения не последовало, но все трое участвовали в различных совместных проектах, также не забывая про соло. DJ Romes выпустил Hamburger Hater Breaks в 2001, Madlib продюсировал концептуальные альбомы Quasimoto и Yesterdays New Quintet. Альбом Wildchild’а 2003 года Secondary Protocol с участием всех членов Lootpack является наиболее близким ко второму альбому группы.

## Дискография

### Альбомы
- Soundpieces: Da Antidote CD/LP 1999
- The Lost Tapes CD/LP 2004

### EP и синглы
- The Anthem EP 12" 1998
- «Whenimondamic» 12" single 1999
- «Weededed» 12" single 2000
- Da Packumentary VHS 2001
- «On Point»/«Questions Remix» 7" single 2002

### Lootpack on Crate Diggas Palace
- Psyche Move EP 12" and CD 1995
- «Miss Deja Vu» 12" single 2004
- The Lost Tapes CD/LP 2004

Roc C также является участником данной команды, также являющийся артистом Stones Throw. В 2008 году вышел его релиз под названием Transcontinental.